# Ucase

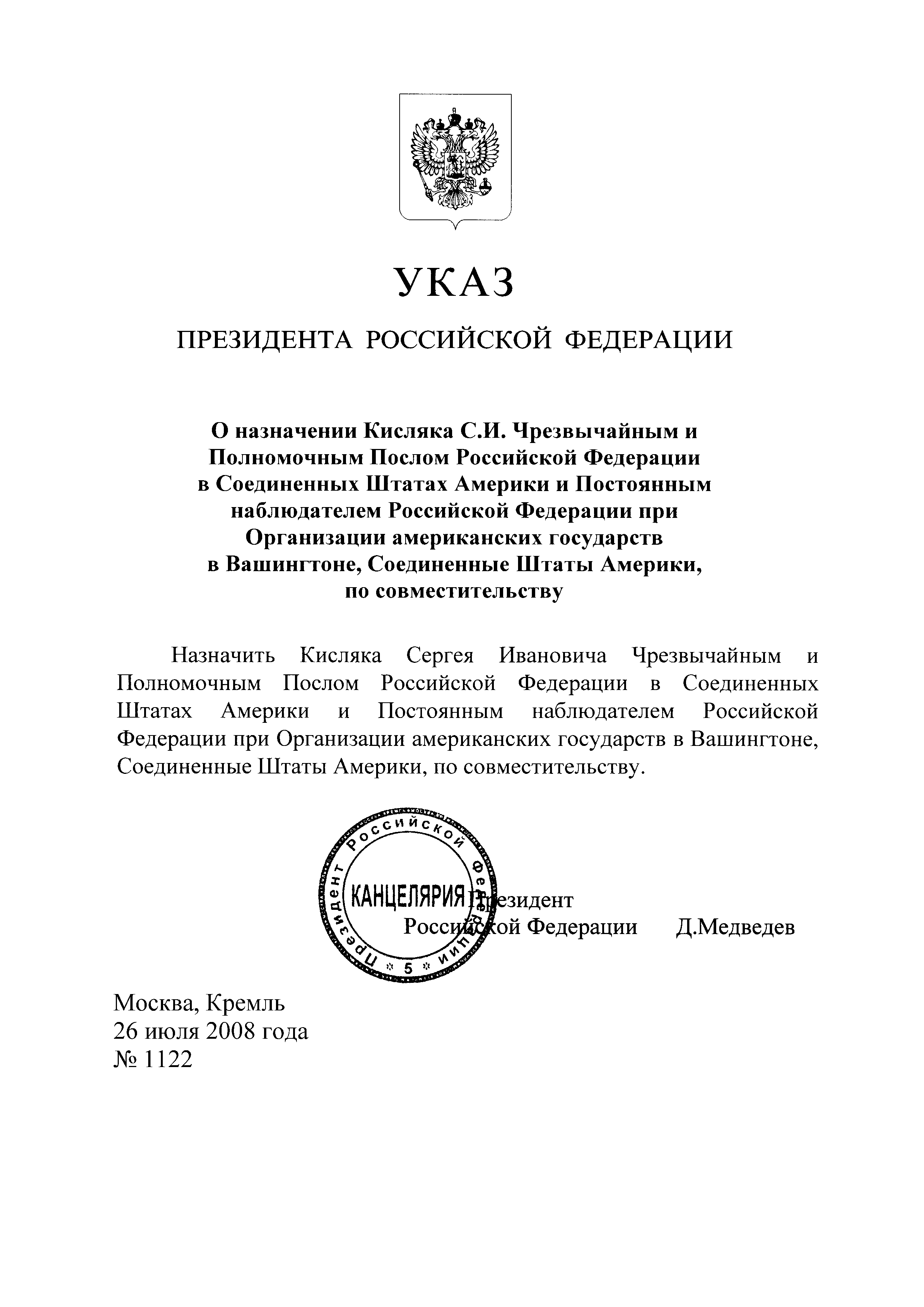
Ejemplo de un ucase moderno sobre un nombramiento de un embajador.

Un ucase (en ruso: указ, ukaz, a veces transliterado como ukaz, ukás o ukase) en la Rusia imperial era una proclamación del zar, del gobierno o de un líder religioso (patriarca) que tenía fuerza de ley. En la terminología de derecho romano, ucase equivaldría a un "edicto o decreto" del emperador.

## Historia
El primer ucase (указная грамота) apareció durante el reinado del príncipe de Moscovia Andréi Aleksándrovich en el siglo XIV. Otro ucase antiguo es el escrito por Iván I de Rusia (Iván Kalitá), que data de los años 1324-1340, que permite el flujo de tres buques por el río Daugava hacia el mar. En los siglos que el decreto era el nombre de no solo los más altos actos jurídicos emitidos por el zar, sino también por el Sínodo y el Senado.
En 1810, con la creación del Consejo de Estado, al asumir la Cámara Alta de la legislatura, surgió la institución de la "lista de ucase" (cirílico именной указ) del Zar, como instrumento jurídico supremo y sus principales prerrogativas en el gobierno autocrático
Tras la Revolución rusa, las proclamaciones gubernamentales con un impacto amplio recibían el nombre de "decretos" (en ruso: декрет, dekret), mientras que se reservaba el término ucase para proclamaciones más específicas. Ambos términos se suelen traducir como decreto.

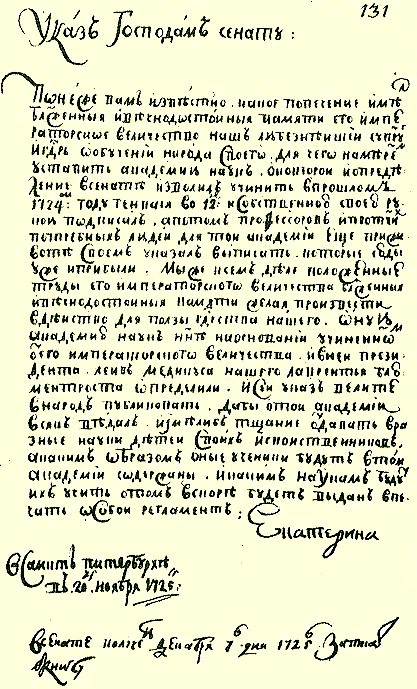
El decreto de Catalina I de la creación de la Academia de Ciencias (1725)

## Federación de Rusia
Según la Constitución de la Federación de Rusia, un ucase es un decreto presidencial que tiene fuerza de ley, pero no puede alterar la regulación legal preexistente y puede ser reemplazada por leyes aprobadas por la Asamblea Federal.
Un decreto presidencial es una orden, a menudo un carácter normativo, dictada por el presidente de la Federación Rusa. De conformidad con el artículo 90 de la Constitución de la Federación de Rusia, el presidente de Rusia puede emitir decretos y órdenes que son vinculantes en toda la Federación de Rusia y no debe contradecir la Constitución y las leyes federales .

## Véase también

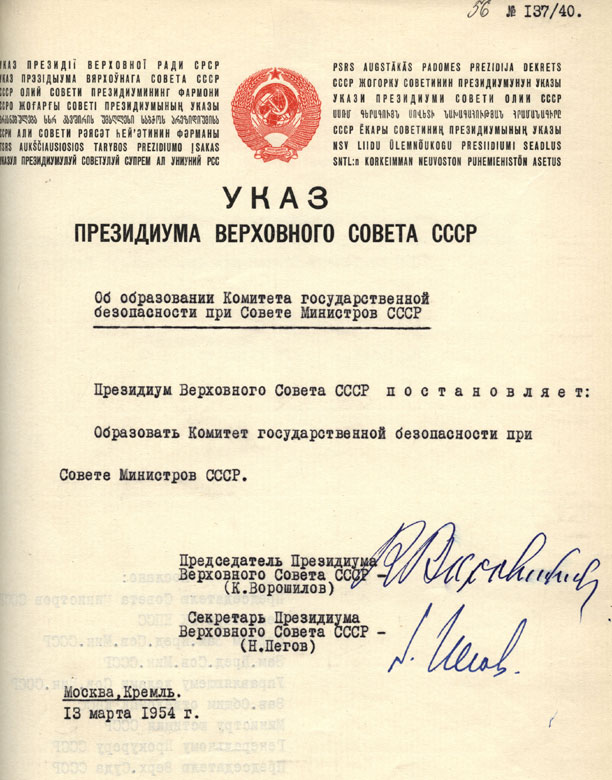
Decreto del Presídium del Sóviet Supremo de la URSS en la formación de la KGB de la URSS (1954)